# Чулымский район
Чулы́мский райо́н — административно-территориальная единица (район) и муниципальное образование (муниципальный район) в Новосибирской области России.
Административный центр — город Чулым.

## География
Район расположен в центре Новосибирской области, в Барабинской низменности. Граничит с Убинским, Каргатским, Кочковским, Ордынским, Коченёвским и Колыванским районами Новосибирской области.
Территория района по данным на 2008 год — 855,9 тыс. га, в том числе сельхозугодья — 368,3 тыс. га (43 % всей площади), лесом занято 249,5 тыс. га (в основном в северной части района). Рельеф равнинный, спокойный. Средняя температура января −18,6 °C, июля +18,2 °C. Годовое количество атмосферных осадков — 380 мм. По территории района пролегает сеть малых рек, наиболее крупная из них река Чулым, имеется множество озёр, самое большое оз. Иткуль (23 км²). На территории района имеются запасы глины, годной для изготовления строительного кирпича, обширные месторождения торфа и сапропели, есть минеральные воды.

## История
Район образован в 1925 году в составе Новосибирского округа Сибирского края, ранее эти земли входили в состав Каинского уезда. В 1930 году Сибирский край был разделён на западную и восточную части, и район оказался в составе Западно-Сибирского края. В 1937 году район был включён в состав новообразованной Новосибирской области.

## Достопримечательности

### Природное достояние
- Памятник природы областного значения "Филимоновский рям";
- Река Чулым;
- Озеро Иткуль (поблизости с. Иткуль — 7 км. от районного центра);
- Охотхозяйство «Трофей»;
- Каякская база отдыха для рыбалки;
- Охотничья база с домом охотника ООО «Заимка» (Ужанихинский сельсовет);

### Культурно-историческое наследие
- Церковь Рождества Пресвятой Богородицы;
- Территория железнодорожной станции со скульптурами физкультурников;
- Водонапорная башня (возведена в 1894 году);
- Краеведческий музей;
- Памятник В.И. Ленину;
- Памятник воинам, павшим в Великой Отечественной войне;
- Памятник погибшим в локальных конфликтах;
- Монумент Славы воинам Чулымского района;
- Здание молодёжного центра (ДКЖ);
- Здание дома детского творчества;
- Здание районной библиотеки;
- Спорткомплекс "Радуга";
- Чулымский маслосырозавод.

## Население
| 2002    | 2009    | 2010    | 2011    | 2012    | 2013    | 2014    |
| ------- | ------- | ------- | ------- | ------- | ------- | ------- |
| 26 763  | ↘25 968 | ↘25 781 | ↘23 854 | ↘23 450 | ↘23 116 | ↘22 866 |
| 2015    | 2016    | 2017    | 2018    | 2019    | 2020    | 2021    |
| ↘22 634 | ↘22 457 | ↘22 201 | ↘21 899 | ↘21 540 | ↘21 181 | ↘19 586 |

### Урбанизация
В городских условиях (город Чулым) проживают 56,34 % населения района.

## Муниципально-территориальное устройство
В муниципальный район входят 14 муниципальных образований, в том числе 1 городское поселение и 13 сельских поселений.
| №        | Муниципальное образование  | Административный центр        | Количество населённых пунктов | Население (чел.) | Площадь (км²) |
| -------- | -------------------------- | ----------------------------- | ----------------------------- | ---------------- | ------------- |
| 1e-06    | Городское поселение:       |                               |                               |                  |               |
| 1        | город Чулым                | город Чулым                   | 1                             | ↗11 034          | 223,31        |
| 1.000002 | Сельские поселения:        |                               |                               |                  |               |
| 2        | Базовский сельсовет        | посёлок Базово                | 2                             | ↘989             | 384,54        |
| 3        | Большеникольский сельсовет | село Большеникольское         | 4                             | ↘522             | 364,92        |
| 4        | Воздвиженский сельсовет    | посёлок Воздвиженский         | 2                             | ↘564             | 305,26        |
| 5        | Иткульский сельсовет       | село Новоиткульское           | 6                             | ↘1266            | 550,62        |
| 6        | Кабинетный сельсовет       | село Кабинетное               | 6                             | ↘1327            | 632,28        |
| 7        | Каякский сельсовет         | село Золотая Грива            | 4                             | ↗489             | 346,13        |
| 8        | Кокошинский сельсовет      | село Кокошино                 | 5                             | ↘858             | 332,54        |
| 9        | Куликовский сельсовет      | село Куликовское              | 5                             | ↘518             | 843,06        |
| 10       | Осиновский сельсовет       | посёлок Осиновский            | 3                             | ↘338             | 336,56        |
| 11       | Пеньковский сельсовет      | железнодорожная станция Пенек | 1                             | ↘219             | 2550,48       |
| 12       | Серебрянский сельсовет     | село Серебрянское             | 5                             | ↘1000            | 453,83        |
| 13       | Ужанихинский сельсовет     | село Ужаниха                  | 5                             | ↘1393            | 722,10        |
| 14       | Чикманский сельсовет       | село Чикман                   | 3                             | ↘465             | 513,71        |

### Населённые пункты
В Чулымском районе 51 населённых пункта.
| №  | Населённый пункт       | Тип                     | Население | Муниципальное образование  |
| -- | ---------------------- | ----------------------- | --------- | -------------------------- |
| 1  | Александровский        | посёлок                 | ↘55       | Ужанихинский сельсовет     |
| 2  | Алексеевка             | посёлок                 | ↘465      | Базовский сельсовет        |
| 3  | Базово                 | посёлок                 | ↘726      | Базовский сельсовет        |
| 4  | Боготольский           | посёлок                 | ↘9        | Чикманский сельсовет       |
| 5  | Большеникольское       | село                    | ↘567      | Большеникольский сельсовет |
| 6  | Бочино                 | посёлок                 | ↘18       | Куликовский сельсовет      |
| 7  | Ваничкино              | посёлок                 | ↘88       | Серебрянский сельсовет     |
| 8  | Васильевский           | посёлок                 | ↘108      | Куликовский сельсовет      |
| 9  | Воздвиженский          | посёлок                 | ↘680      | Воздвиженский сельсовет    |
| 10 | Волковский             | посёлок                 | ↘13       | Иткульский сельсовет       |
| 11 | Дубрава                | посёлок                 | ↘31       | Куликовский сельсовет      |
| 12 | Залесный               | посёлок                 | ↗150      | Иткульский сельсовет       |
| 13 | Зимовка                | посёлок                 | ↘17       | Воздвиженский сельсовет    |
| 14 | Золотая Грива          | село                    | ↘556      | Каякский сельсовет         |
| 15 | Зубари                 | посёлок                 | ↘0        | Каякский сельсовет         |
| 16 | Илюшино                | посёлок                 | ↘74       | Кабинетный сельсовет       |
| 17 | Иткуль                 | село                    | ↘431      | Иткульский сельсовет       |
| 18 | Кабинетное             | село                    | ↗1090     | Кабинетный сельсовет       |
| 19 | Каськовский            | посёлок                 | ↘87       | Куликовский сельсовет      |
| 20 | Каяк                   | посёлок                 | ↘44       | Каякский сельсовет         |
| 21 | Князевский             | посёлок                 | →130      | Серебрянский сельсовет     |
| 22 | Кокошино               | село                    | ↘881      | Кокошинский сельсовет      |
| 23 | Красновка              | посёлок                 | ↘150      | Кокошинский сельсовет      |
| 24 | Кузнецкий              | посёлок                 | ↘221      | Кабинетный сельсовет       |
| 25 | Куликовское            | село                    | ↘474      | Куликовский сельсовет      |
| 26 | Малая Ужаниха          | посёлок                 | ↗6        | Ужанихинский сельсовет     |
| 27 | Малоникольское         | село                    | ↘71       | Большеникольский сельсовет |
| 28 | Малосуминский          | посёлок                 | ↘1        | Серебрянский сельсовет     |
| 29 | Михайловский           | посёлок                 | ↘379      | Ужанихинский сельсовет     |
| 30 | Новоиткульское         | село                    | ↘640      | Иткульский сельсовет       |
| 31 | Новорождественский     | посёлок                 | ↘46       | Осиновский сельсовет       |
| 32 | Осиновский             | посёлок                 | ↘384      | Осиновский сельсовет       |
| 33 | Пенек                  | железнодорожная станция | ↘219      | Пеньковский сельсовет      |
| 34 | Покровское             | посёлок                 | ↘15       | Большеникольский сельсовет |
| 35 | Преображенский         | посёлок                 | →40       | Каякский сельсовет         |
| 36 | Сарыкамышка            | посёлок                 | ↘128      | Серебрянский сельсовет     |
| 37 | Секты                  | посёлок                 | ↘65       | Кабинетный сельсовет       |
| 38 | Серебрянское           | село                    | ↘773      | Серебрянский сельсовет     |
| 39 | Сидоркино              | посёлок                 | ↘121      | Осиновский сельсовет       |
| 40 | Синельниково           | посёлок                 | ↘39       | Ужанихинский сельсовет     |
| 41 | Снежинский             | посёлок                 | ↘24       | Чикманский сельсовет       |
| 42 | Суворинский            | посёлок                 | ↘21       | Кокошинский сельсовет      |
| 43 | Тихомировский          | посёлок                 | ↗93       | Кабинетный сельсовет       |
| 44 | Ужаниха                | село                    | ↘1303     | Ужанихинский сельсовет     |
| 45 | Филимоновский          | посёлок                 | ↘118      | Иткульский сельсовет       |
| 46 | Чикман                 | село                    | ↘610      | Чикманский сельсовет       |
| 47 | Чувашкино              | посёлок                 | ↗11       | Кокошинский сельсовет      |
| 48 | Чулым                  | город                   | ↗11 034   | город Чулым                |
| 49 | Шерстобитово           | посёлок                 | ↘100      | Иткульский сельсовет       |
| 50 | 3192 км                | населённый пункт        | →2        | Кокошинский сельсовет      |
| 51 | 3221 км Большедорожное | населённый пункт        | →1        | Кабинетный сельсовет       |

Упразднённые населённые пункты
- 2001 год — посёлки Гуськи и Лось[19].

- 2009 год — поселки Казарма 3208 км[20], Лежневский[21] и Орловский[22].
- 2025 год — посёлок Зырянка.

## Экономика
В настоящее время в районе действует три промышленных перерабатывающих предприятия — это ОАО Маслосыркомбинат «Чулымский», ООО «Маслопром», ООО МПО «Фоменское». По территории района, с запада на восток проходят Западно-Сибирская железная дорога, федеральная автодорога «Байкал» с твёрдым покрытием, нефте- и газопровод.
Сельскохозяйственным производством занимаются 14 сельскохозяйственных организаций различных форм собственности, 19 фермерских хозяйств. В сельском хозяйстве занято 33,8 % всех работающих. Основная специализация сельскохозяйственных предприятий — животноводство и растениеводство. В 2006 году в рамках приоритетного национального проекта «Развитие АПК» крестьянско-фермерским и личным подсобным хозяйствам населения было выдано 48 кредитов на общую сумму 6,5 млн рублей.

## Транспорт
Через район проходит автодорога федерального значения М51 «Байкал» и участок Транссибирской железнодорожной магистрали «Новосибирск—Татарск». Протяжённость автомобильных дорог — 334,7 км, из них с твёрдым покрытием — 314,7 км.

## Социальная сфера
Чулымский район располагает развитой социальной и культурной инфраструктурой. В нём имеется 31 общеобразовательное учреждение, в том числе 20 средних школ, вечерняя сменная общеобразовательная школа, профессиональное техническое училище, 27 клубных учреждений, 24 библиотеки, детская музыкальная школа, спорткомплекс «Радуга», 3 больницы, 2 амбулатории, 23 сельских ФАПа. 46,2 % населения принимает 4 программы телевидения, остальные 53,8 только 2 программы.

## Выдающиеся жители
Почётные жители города Чулыма представлены на сайте центральной чулымской библиотеки
Герои Советского Союза:
- Ворошилов Геннадий Николаевич;
- Иванов Георгий Яковлевич;
- Кожемякин Петр Павлович;
- Леончиков Николай Петрович;
- Михайлов Терентий Михайлович;
- Осинный Иван Иванович;
- Погорельцев Александр Егорович;
- Полянский Петр Павлович;
- Черненко Василий Федорович.

Герои Социалистического труда:
- Маношина (Третьякова) Надежда Александровна [24]